# Исаси, Андрес
Андре́с Иса́си-и-Лина́рес, марки́з де Бара́мбьо (исп. Andrés Isasi y Linares, Marqués de Barambio; 18 октября 1890, Бильбао — 6 апреля 1940, Альгорта) — испанский композитор баскского происхождения.

## Биография
Родители Исаси умерли рано, Исаси жил с дедом Андресом Исаси. Учился фортепиано и композиции в родном Бильбао у Мигеля Унсеты (Miguel Unceta. Когда ему было восемнадцать лет, с успехом были исполнены первые его произведения (в том числе Струнный квартет № 0, соч. 83), в которых очевидно влияние Эдварда Грига и (менее) Антонина Дворжака. В 1909 году переехал в Берлин, где был учеником Карла Кемпфа и Энгельберта Гумпердинка, принадлежавшего в то время к известнейшим немецким композиторам. С этим переездом связано отречение Исаси от прежних сочинений: бо́льшую часть их он уничтожил, нумерацию начал заново (таким образом, сохранившиеся ранние его произведения получили поздние номера, присвоенные им уже посмертно). Будучи автором сборника песен (на слова Гейне, соч. 16), струнного квартета (№ 1, соч. 11) и симфонии (№ 1, соч. 10), в 1913 году Исаси представил публике свою первую симфоническую поэму «Заруфа», и в следующем году получил за неё вторую премию на международном конкурсе, организованном Консерваторией Мальмё. На время этот жанр завоёвывает первенство в его творчестве: он пишет поэмы «Спящая любовь», «Оракул», «Грех», «Её портрет».
Во время Первой мировой войны Исаси вернулся домой в Альгорту, где посвятил себя сочинительству. В 1917 году он создаёт Скрипичную сонату, а в 1920—1921 годах серьёзно занимается жанром струнного квартета: этому времени относятся последние его четыре квартета (№ 2 — 5). В двадцатые же годы он создаёт две сонаты (соч. 28 и 34) и множество пьес для фортепиано. Его музыка не принималась местной публикой, потому что была слишком смелой для своего времени и, кроме того, слишком немецкой. В последующее десятилетие сочинения Исаси исполняли в Мадриде и других крупных городах Испании, но значительно лучше принимались они за границей. Его «Ангел» для хора a cappella имел огромный успех в Будапеште в 1930 году, как и вторая симфония, соч. 23 в 1931.
В 1930 году появляется Месса Фа мажор, соч. 42. К тридцатым годам относятся третья соната, соч. 52 и шесть сонатин для фортепиано, но главное место в творчестве Исаси занимают песни (Lieder), которые он объединяет в семь сборников (соч. 47—50 и 57—59). К этому же последнему периоду относится идея снять на камеру собственную пьесу для картонного театра «Апрельский всадник», для которой он начал писать музыку (соч. 51, сохранилось лишь три первых номера).
Творчество Исаси лежало в русле центральноевропейской школы, и, хотя он использует баскские национальные мотивы, его никак нельзя назвать национальным композитором. Он не был стеснен в средствах и мог позволить себе сочинять, несмотря на отсутствие у публики интереса к нему. Кроме того, благодаря своему материальному положению он старался способствовать развитию искусств в Стране басков. Но именно эта уединённая жизнь не дала ему достичь известности. Раздираемой политическими проблемами Испании было не до него, в конце концов он был почти совсем забыт и умер у себя дома в Альгорте в 1940 году.
Музыка Исаси исполнялась редко. Через два года, 2 декабря 1942 года, в Бильбао был впервые исполнен его Струнный квартет № 5, соч. 32, посвящённый памяти Иоганнеса Брамса. В 1944 году Хесус Арамбарри дирижировал второй симфонией Исаси в Бильбао, а в 1952 году включил скерцо из неё в свой концерт баскской музыки в Мадриде. Возрождение интереса к Исаси началось в конце XX века, постепенно стали появляться записи его сочинений. Струнный квартет «Новалис» (Novalis) переименовался в Квартет имени Исаси и записал все сохранившиеся сочинения композитора для этого состава исполнителей.

## Сочинения

### Симфоническая музыка
- Три симфонии:
  - № 1, соч. 10 (1910),
  - № 2 g-moll, соч. 23 (1918),
  - № 3, соч. 29, неоконченная, переработка первой части Струнного квартета № 2, соч. 27[3].
  - № 4, соч. 33 (утрачена?).
- Две[4] оркестровые сюиты, в том числе:
  - № 2 E-dur, соч. 21 (вторая часть — Бурлеск — является переработкой Интермеццо из Струнного квартета № 2, соч. 27)[3].
- Восемь симфонических поэм, в том числе:
  - «Заруфа» (Zharufa) F-dur, соч. 12 (1911),
  - «Эротическая поэма» (Erotische Dichtung) D-dur, соч. 14 (1912),
  - «Спящая любовь» (Amor dormido), соч. 17 (1914),
  - «Оракул» (Das Orakel) c-moll, соч. 18 (1913),
  - «Грех» (Die Sünde) g-moll, соч. 19 (1914),
  - «Её портрет» (Ihr Bild), соч. 20 (1914).

### Концерты
- Концерт для кларнета с оркестром, соч. 41 (неоконченный?).
- «Трагическая колыбельная» (Berceuse trágica) fis-moll для скрипки с оркестром, соч. 22 (1915).
- Концерт для фортепиано с оркестром, соч. 24.

### Камерная музыка
- Скрипичная соната f-moll, соч. 25 (1917)[5].
- Для струнного квартета:
  - Восемь струнных квартетов (сохранились шесть):
    - № 0 e-moll, соч. 83 (1908)[3], издан в 1908 (единственный изданный при жизни Исаси квартет),
    - № 1 G-dur, соч. 11 (1910—1911, вторая редакция с новой третьей частью 1914)[5],
    - № 2 a-moll, соч. 27 (1920)[3],
    - № 3 e-moll, соч. 30 (1921; возможно, неоконченный — сохранились только три первых части)[6].,
    - № 4 D-dur, соч. 31 (1921)[6],
    - № 5 c-moll, соч. 32 (1921)[5],
    - № 6, без соч. (возможно, неоконченный — сохранилась только часть скерцо),
    - № 7, без соч. (возможно, неоконченный — сохранились фрагменты первой и второй частей и третья целиком — Ария D-dur)[6].

  - Скерцетто f-moll, без соч. (1930-е?)
- «Апрельский всадник», пастораль (Pastorela: Jinete de Abril), миниатюрная драма (drama en miniatura) для картонного театра, соч. 51 (на собственный текст; неоконченная):

№ 1. Прелюдия A-dur для струнного квартета;
№ 2. Песня Колдуна (Canción del Brujo) для голоса с фортепиано;
№ 3. Танец пяти девушек (Ronda de las cinco mozas) для голоса с фортепиано.

### Музыка для одного инструмента
- «Лирическая гитара» (Guitarra lírica), сюита для гитары, соч. 45.
- Произведения для фортепиано, в том числе:
  - Соната e-moll, соч. 81 (утрачена?),
  - «Субботняя соната», соч. 34 (Sonata Sabatina, 1924),
  - Соната № 2 c-moll, соч. 28 (1926),
  - Соната № 3 «Морская» (Marinera), соч. 52,
  - шесть сонатин: № 1 — 3 (1935), № 4 (1937), № 5 (утрачена?), № 6 «Эклоги» (Eclógica, 1937).

### Вокальная музыка
- Месса F-dur, соч. 42 (1930).
- «Ангел» (Angelus) для хора a cappella, соч. 43 (1930).
- Песни (Lieder), в том числе:
  - Четырнадцать песен на стихи Гейне, соч. 16;
  - Песни, соч. 47—50, 57—59.

## Дискография
- Basque Music Collection, Vol. IV: Andres Isasi (Claves Records, 2000).
- Andrés Isasi: Symphony No. 2; Suite No. 2 (Naxos, 2004, дирижёр Хуанхо Мена).
- Carlos Mena — Paisajes del Recuerdo (Compositores vascos contemporáneos) (Harmonia Mundi, 2007).
- Полное собрание струнных квартетов (Квартет имени Исаси) на трёх дисках (Naxos):
  - Andrés Isasi: String Quartets, Vol. 1: Nos. 0 and 2 (2012);
  - Andrés Isasi: String Quartets, Vol. 2: Nos. 3 and 4 (2013). На диске также три малых пьесы для струнного квартета: Ария из Седьмого квартета, Скерцетто и прелюдия из «Апрельского всадника», соч. 51;
  - Andrés Isasi: String Quartets, Vol. 2: Nos. 1 and 5 (2015). На диске также Скрипичная соната, соч. 25.